# Leïla Lacan
Pour les articles homonymes, voir Lacan.
Leïla Lacan, née le 2 juin 2004 à Rodez dans l'Aveyron, est une joueuse française de basket-ball évoluant aux postes de meneuse et arrière.

## Biographie

### En club
Originaire d’Onet-le-Château en Aveyron, Leïla Lacan pratique le basket-ball à Baraqueville et Rodez. Elle intègre alors le pôle espoirs Occitanie à Toulouse et devient licenciée du club de Tournefeuille avant de rejoindre le Pôle France, à l’INSEP.
Pour sa première saison professionnelle, elle réalise une année convaincante avec Angers (avec des moyennes de 10,4 points, 2,5 rebonds et 2,2 passes décisives) qui lui ouvre les portes de l’équipe de France.
Elle est sélectionnée le 16 avril 2024, au premier tour de la draft 2024 de la WNBA, par le Sun du Connecticut, en 10e position.
Elle rejoint le club de Basket Landes pour la saison 2024-2025. Elle est désignée dans le meilleur cinq de la compétition. Après des playoffs décevant, avec 7 points de moyenne, à 13/43 aux tirs, elle est élue MVP de la finale face à Tarbes Gespe Bigorre pour ses performances, 11 points à 3/7, 3 rebonds et 2 interceptions lors de la deuxième manche de la série, remportée 51 à 44, puis, lors de la manche décisive, 21 points à 7/12, 5 rebonds, 3 passes décisives et 2 interceptions pour 23 d’évaluation en 25 minutes, rencontre remportée sur le score de 84 à 51.

### En sélection nationale

#### Senior
En novembre 2022, Leïla Lacan est appelée auprès de l'équipe de France sénior en tant que partenaire d'entrainement dans le cadre des qualifications à l'Euro 2023, et ne joue donc pas de matchs officiels.
Elle est appelée dans le cadre de la préparation à l’Euro 2023. Elle honore sa première sélection le 28 mai 2023 lors du premier match de préparation contre la Serbie et y inscrit ses trois premiers points sous le maillot bleu et récidive le lendemain face aux mêmes adversaires avec 9 points et 5 passes décisives en 19 minutes. Elle est retenue dans le groupe qui dispute l'Euro, son entraîneur Jean-Aimé Toupane disant d'elle : « C’est une fille qui a beaucoup de qualités. Elle a apporté son enthousiasme sur le terrain ».
Sélectionnée pour la préparation de l'équipe de France de basket en vue des Jeux olympiques de Paris 2024, elle dispute le tournoi, inscrivant 7 points en 16 minutes lors de finale perdue 66 à 67 face aux Américaines .

#### Jeunes
Leïla Lacan joue sa première compétition internationale avec les équipes de France jeunes à 15 ans lorsqu'elle participe au Championnat d'Europe U16 2019. Lors de cette compétition, elle est la deuxième meilleure marqueuse de l'équipe de France qui finit au pied du podium, et signe des moyennes statistiques de 9 points, 2,3 rebonds et 1,9 passes décisives.
À 17 ans, et avec deux ans d'avance, elle participe à Coupe du monde U19 2021. L'équipe de France finit dixième de la compétition, et Leïla Lacan a des moyennes de 6,4 points, 5,7 passes décisives et 2,5 rebonds. Bien qu'étant la plus jeune joueuse de l'équipe de France, elle en est la meilleure passeuse et la troisième meilleure scoreuse, ainsi que la deuxième meilleure passeuse de la compétition toutes nations confondues.
L'été suivant, elle participe au Championnat d'Europe U18 2022. Elle mène l'équipe de France à la médaille de bronze et avec ses moyennes de 14,4 points, 4,6 rebonds et 4 passes décisives, elle est la meilleure marqueuse, la meilleure passeuse, la meilleure évaluation et la troisième meilleure rebondeuse son équipe. Elle est nommée dans le meilleur cinq de la compétition.
Durant l'été 2023, elle participe à une autre compétition internationale, la coupe du monde féminine des moins de 19 ans où la France termine quatrième, après des défaites en demi-finale face aux États-Unis puis contre le Canada. Leïla Lacan, avec des moyennes de 17,1 points à 40%, 3,7 rebonds et 2,9 passes décisives, dont une performance de 36 points à 13/21, 5 rebonds, 2 passes décisives et 2 interceptions en quat de finale, est nommée dans le meilleur cinq.

## Palmarès

### Sélection nationale

#### Seniors
- Médaille de bronze au Championnat d’Europe 2023[22]
- Médaille d'argent aux Jeux olympiques d'été de 2024 à Paris.

#### Jeunes
- Médaille de bronze au Championnat d'Europe U18 2022[18]

### En club
- Championne de France en 2025 avec  Basket Landes[8].

## Distinctions personnelles

### Séléction nationale
- Meilleur cinq du Championnat d'Europe U18 2022[20].
- Meilleur cinq de la Coupe du Monde U19 2023[23].

### En club
- Meilleur cinq de Ligue féminine de basket-ball 2024-2025[7].
- MVP de la finale Ligue féminine 2025[8].

## Décorations
- Chevalier de l'ordre national du Mérite (2024)[24]